# Nikołaj Szmielkow
Nikołaj Iwanowicz Szmielkow (ros. Николай Иванович Шмельков, ur. 22 kwietnia?/5 maja 1912 w miejscowości Sieliwanowo w guberni włodzimierskiej (obecnie w rejonie sieliwanowskim w obwodzie włodzimierskim), zm. 24 marca 1967 w miejscowości Krasnaja Gorbatka w rejonie sieliwanowskim w obwodzie włodzimierskim) – radziecki lotnik wojskowy, pułkownik, Bohater Związku Radzieckiego (1936).

## Życiorys
Urodził się w rodzinie robotnika kolejowego. W 1914 jego rodzina przeniosła się do miasta Tułun (obecnie w obwodzie irkuckim). W 1930 skończył szkołę fabryczno-zawodową w Niżnieudinsku, później został uczniem tokarza w fabryce przyrządów w Siestroriecku w obwodzie leningradzkim. W listopadzie 1930 ochotniczo wstąpił do Czerwonej Floty, w 1931 został inżynierem samolotowym 21 samodzielnej eskadry lotniczej Sił Powietrznych Leningradzkiego Okręgu Wojskowego w Peterhofie. W styczniu 1932 wstąpił do szkoły lotników i w tym samym roku ukończył 11 Ługańską Wojskową Szkołę Pilotów, w czerwcu 1933 został pilotem 16 eskadry lotnictwa myśliwskiego Sił Powietrznych Ukraińskiego Okręgu Wojskowego w mieście Kirowo (obecnie Kropywnycki). Od czerwca 1934 był kolejno pilotem i młodszym lotnikiem 109 eskadry 36 Brygady Lotnictwa Myśliwskiego Kijowskiego Okręgu Wojskowego w Kijowie. W październiku 1936 jako ochotnik znalazł się w składzie pierwszej grupy radzieckich lotników dowodzonych przez Jakowa Smuszkiewicza, którzy zostali wysłani do Hiszpanii w celu walczenia w wojnie domowej. Brał udział w obronie Madrytu wraz z Siergiejem Dienisowem, Iwanem Kopcem, Iwanem Łakiejewem, Pawłem Ryczagowem i innymi. Podczas tej wojny wykonał 66 lotów bojowych samolotem I-15, w walkach powietrznych zestrzelił 4 samoloty wroga osobiście i 2 w grupie, był ranny. W styczniu 1937 wrócił do ZSRR na leczenie i odpoczynek. Za udział w wojnie domowej w Hiszpanii otrzymał tytuł Bohatera Związku Radzieckiego. W marcu 1937 został dowódcą klucza i oddziału w 65 eskadrze lotnictwa myśliwskiego Sił Powietrznych Kijowskiego Okręgu Wojskowego w Kijowie, od listopada 1937 do sierpnia 1938 uczył się w Lipiecku na wyższych lotniczych kursach doskonalenia kadry dowódczej Sił Powietrznych Armii Czerwonej, w 1938 został przyjęty do WKP(b).
W sierpniu 1938 został pomocnikiem dowódcy 54 Brygady Lotnictwa Myśliwskiego Leningradzkiego Okręgu Wojskowego, na tym stanowisku brał udział w wojnie z Finlandią 1939-1940. W kwietniu 1940 został dowódcą tej brygady, a w sierpniu 1940 zastępcą dowódcy 1 Mieszanej Lotniczej Dywizji Sił Powietrznych Leningradzkiego Okręgu Wojskowego. W czerwcu 1941 wyznaczono go na niższe stanowisko dowódcy 145 pułku lotnictwa myśliwskiego tej dywizji. Od czerwca 1941 uczestniczył w wojnie z Niemcami, początkowo dowodząc na Froncie Północnym 145 pułkiem lotniczym Sił Powietrznych 14 Armii, wraz z którym bronił obszaru podbiegunowego. Podczas bombardowania lotniska został kontuzjowany i we wrześniu 1941 odwołany z frontu. W styczniu 1942 ukończył kursy doskonalenia kadry dowódczej i został zastępcą dowódcy 5 Zapasowej Brygady Lotniczej Sił Powietrznych Syberyjskiego Okręgu Wojskowego w Nowosybirsku, a w październiku 1942 zastępcą dowódcy 297 Dywizji Lotniczej Zabajkalskiej Armii Obrony Przeciwlotniczej w Czycie. Od kwietnia do czerwca 1944 odbywał staż na froncie jako zastępca dowódcy 331 Dywizji Lotnictwa Myśliwskiego 2 Armii Lotniczej 1 Frontu Ukraińskiego; za ten okres został scharakteryzowany negatywnie, a dywizja pozostawała w tyle w przysposobieniu bojowym. We wrześniu 1944 został zastępcą dowódcy 234 Dywizji Lotnictwa Myśliwskiego 6 Korpusu Lotnictwa Myśliwskiego 16 Armii Powietrznej 1 Frontu Białoruskiego. Brał udział w operacji wiślańsko-odrzańskiej i pomorskiej. W marcu 1945 został usunięty ze stanowiska za szereg naruszeń, w tym systematyczne pijaństwo, niewypełnianie rozkazów, utratę autorytetu w oczach podkomendnych i niechęć do latania. W wielu publikacjach podawano, że podczas wojny z Niemcami osobiście zestrzelił 5 samolotów, a podczas trzech wojen strącił łącznie 18 wrogich samolotów. Pierwsza z tych liczb nie znajduje potwierdzenia w opublikowanych dokumentach, a druga została wymyślona. Po wielu miesiącach pozostawania w rezerwie w sierpniu 1945 został zwolniony z armii z powodu stanu zdrowia. Był deputowanym do Rady Najwyższej RFSRR 1 kadencji.

## Awanse
- porucznik (1936)
- major (28 lutego 1938; z pominięciem dwóch stopni)
- pułkownik (20 listopada 1938)

## Odznaczenia
- Złota Gwiazda Bohatera Związku Radzieckiego (31 grudnia 1936)
- Order Lenina (31 grudnia 1936)
- Order Czerwonego Sztandaru (21 marca 1940)

I medale.